# Program Shuttle-Mir
Program Shuttle-Mir - wspólny program kosmiczny Rosji i Stanów Zjednoczonych, którego celem była realizacja długoterminowych wypraw na rosyjską stację kosmiczną Mir. W ramach tej współpracy transport rosyjskich kosmonautów był dokonywany przez amerykańskie wahadłowce, a amerykańskich astronautów przez rosyjskie pojazdy kosmiczne Sojuz.
Program, określany również jako „Faza Pierwsza”, został powołany, aby umożliwić Stanom Zjednoczonym korzystanie z doświadczenia Rosjan w długoterminowych lotach kosmicznych, a także miał za zadanie wpłynąć na obudzenie ducha współpracy między dwoma narodami i ich agencjami kosmicznymi – NASA i Roskosmosem. W dalszej perspektywie czasu miało to wpłynąć na przyszłą współpracę przy kosmicznych przedsięwzięciach, szczególnie przy „Fazie Drugiej”, czyli budowie Międzynarodowej Stacji Kosmicznej. Ogłoszenie programu miało miejsce w 1993 roku. Pierwsza misja w jego ramach odbyła się rok później, a program był kontynuowany do 1998 roku, po odbyciu zaplanowanych jedenastu misji wahadłowców. W trakcie siedmiu wypraw z tego okresu, amerykańscy astronauci spędzili niemal 1000 dni w kosmosie.
Podczas czterech lat trwania programu, zostało ustanowionych wiele rekordów, m.in.: pierwszy amerykański astronauta na pokładzie statku Sojuz, na największy latający pojazd kosmiczny czy też pierwszy spacer kosmiczny amerykańskiego astronauty w rosyjskim kombinezonie klasy Orłan.
Realizacja programu wiązała się z wieloma obawami, szczególnie bezpieczeństwa stacji „Mir” po pożarze i kolizji na pokładzie, kwestii finansowych związanych z brakiem środków na Rosyjski Program Kosmiczny oraz zaniepokojeniem astronautów postawą administratorów wobec całego programu. Niemniej jednak, dzięki połączonym działaniom dwóch agencji kosmicznych, została pozyskana duża ilość wiedzy na temat budowy stacji orbitalnej oraz pracy kooperacyjnej przy kosmicznych przedsięwzięciach, zmniejszając tym samym ilość potencjalnych trudności podczas konstruowania Międzynarodowej Stacji Kosmicznej (ISS).

## Misje

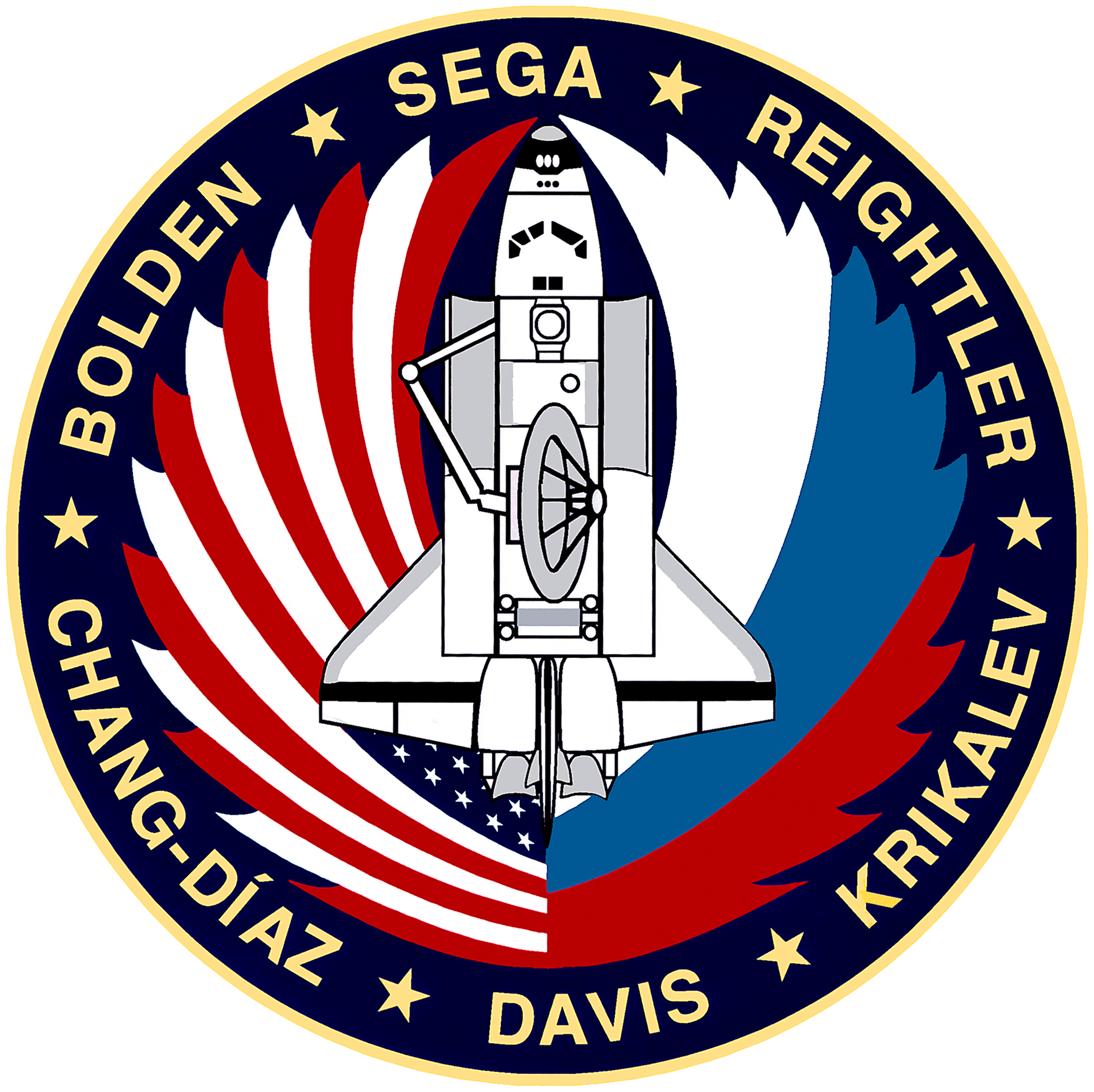
STS-60
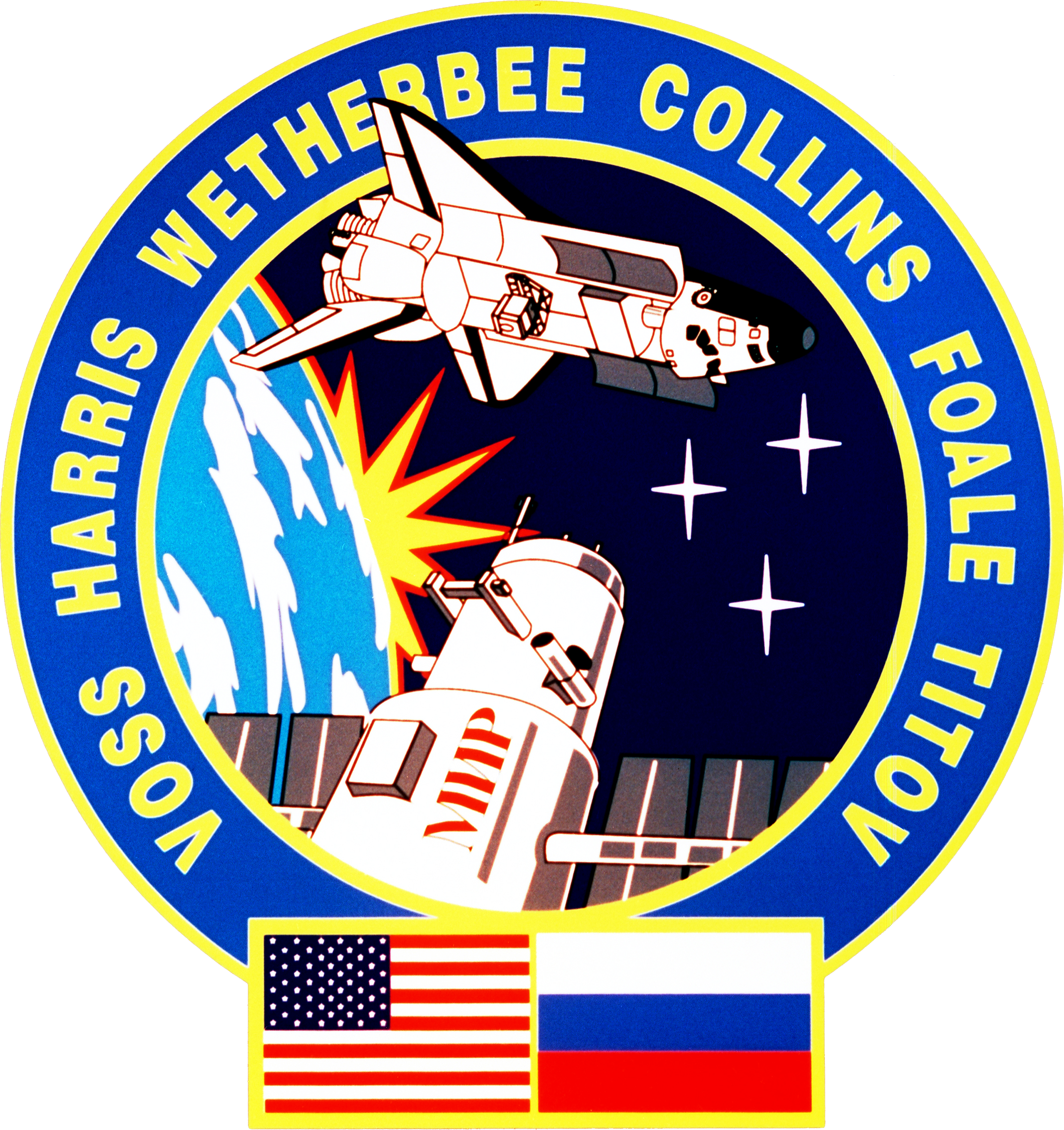
STS-63
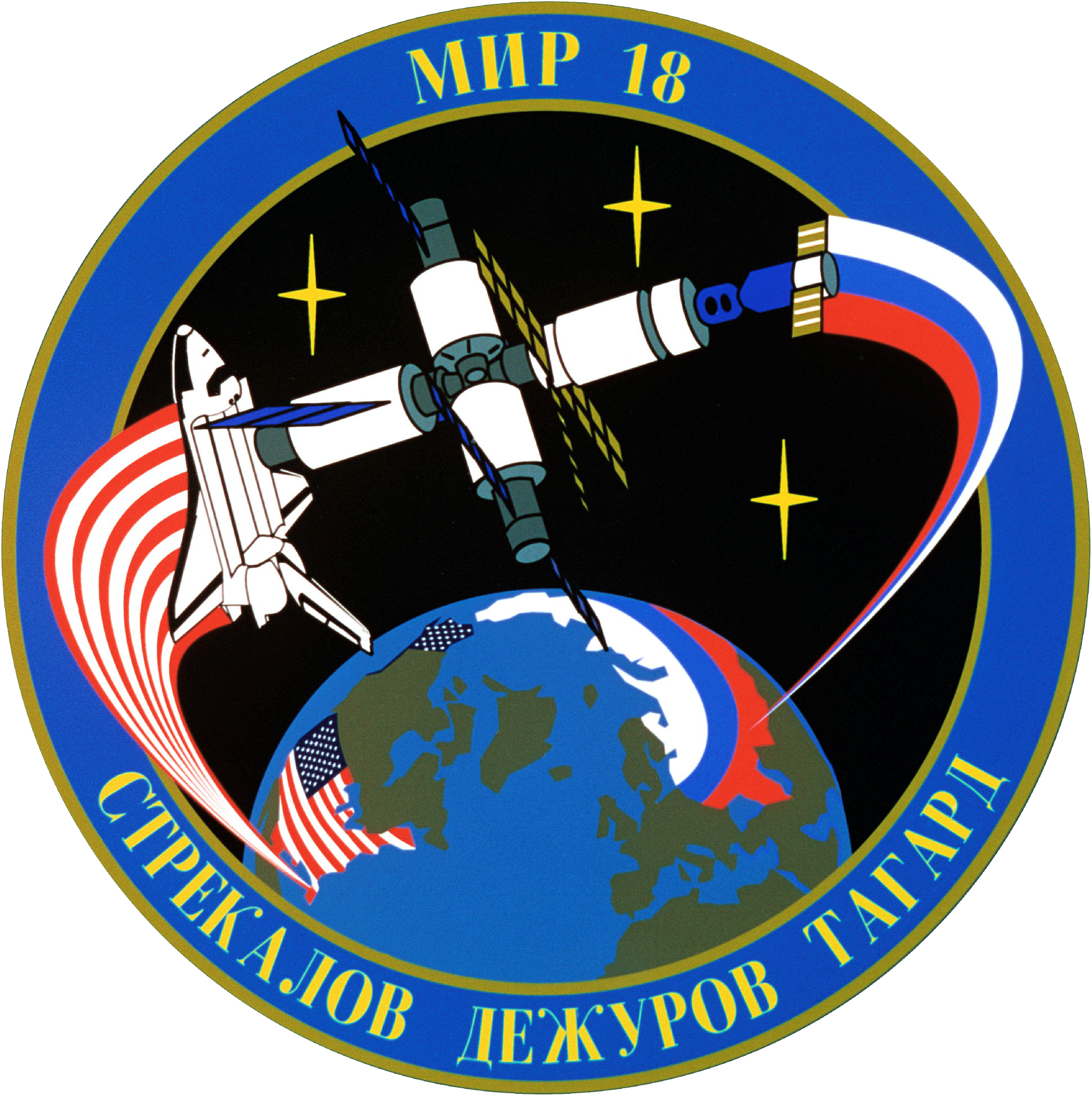
Sojuz TM-21
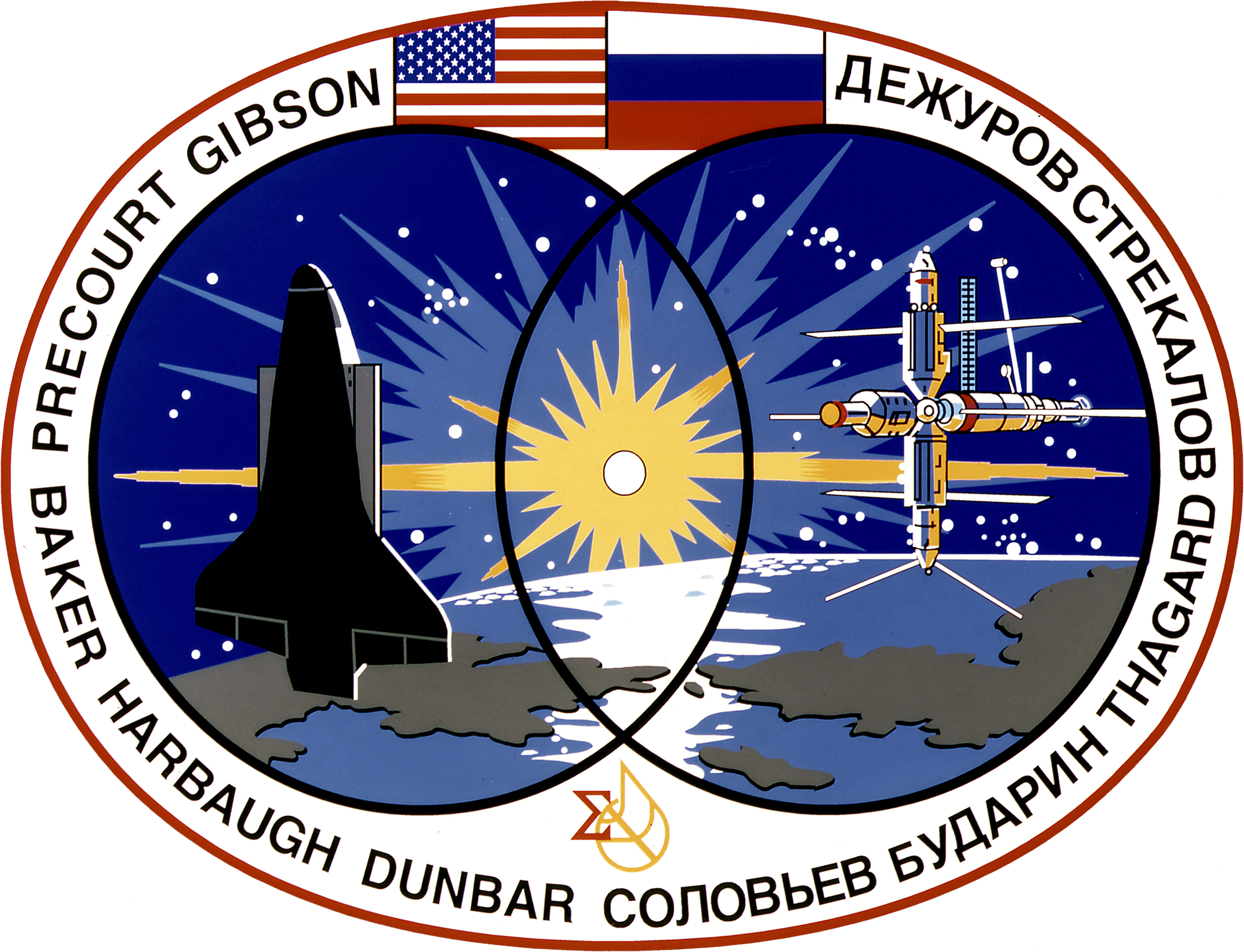
STS-71
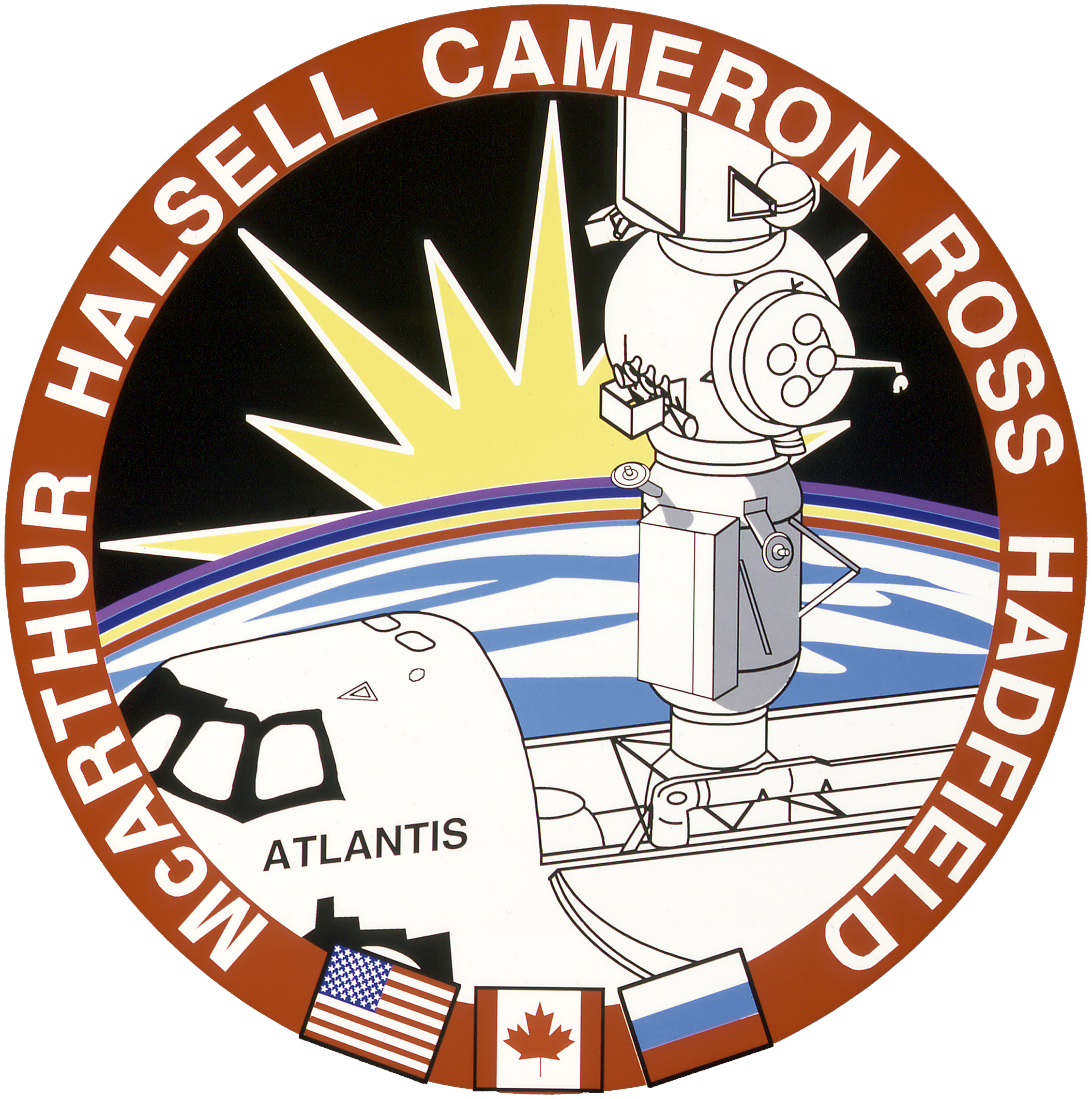
STS-74
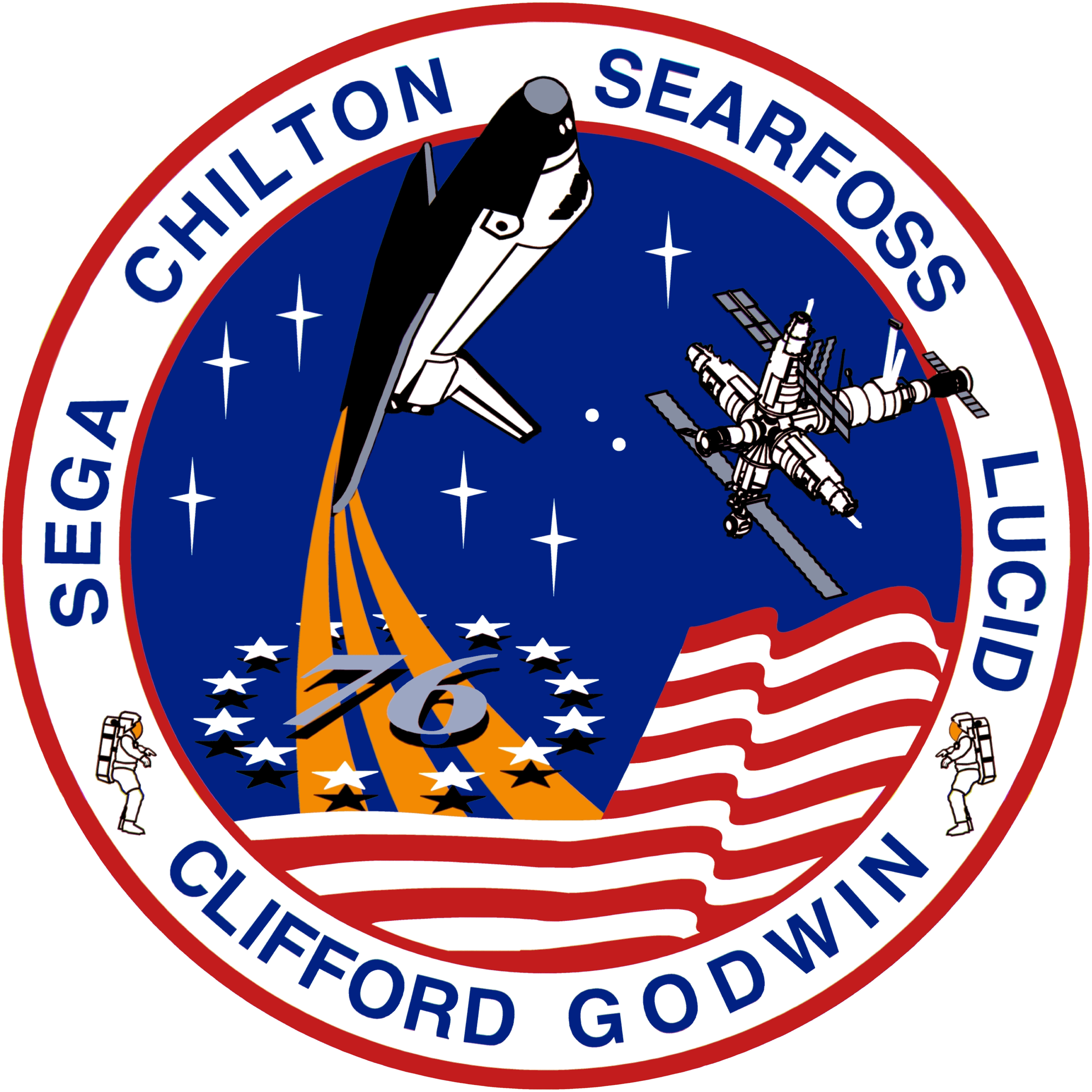
STS-76
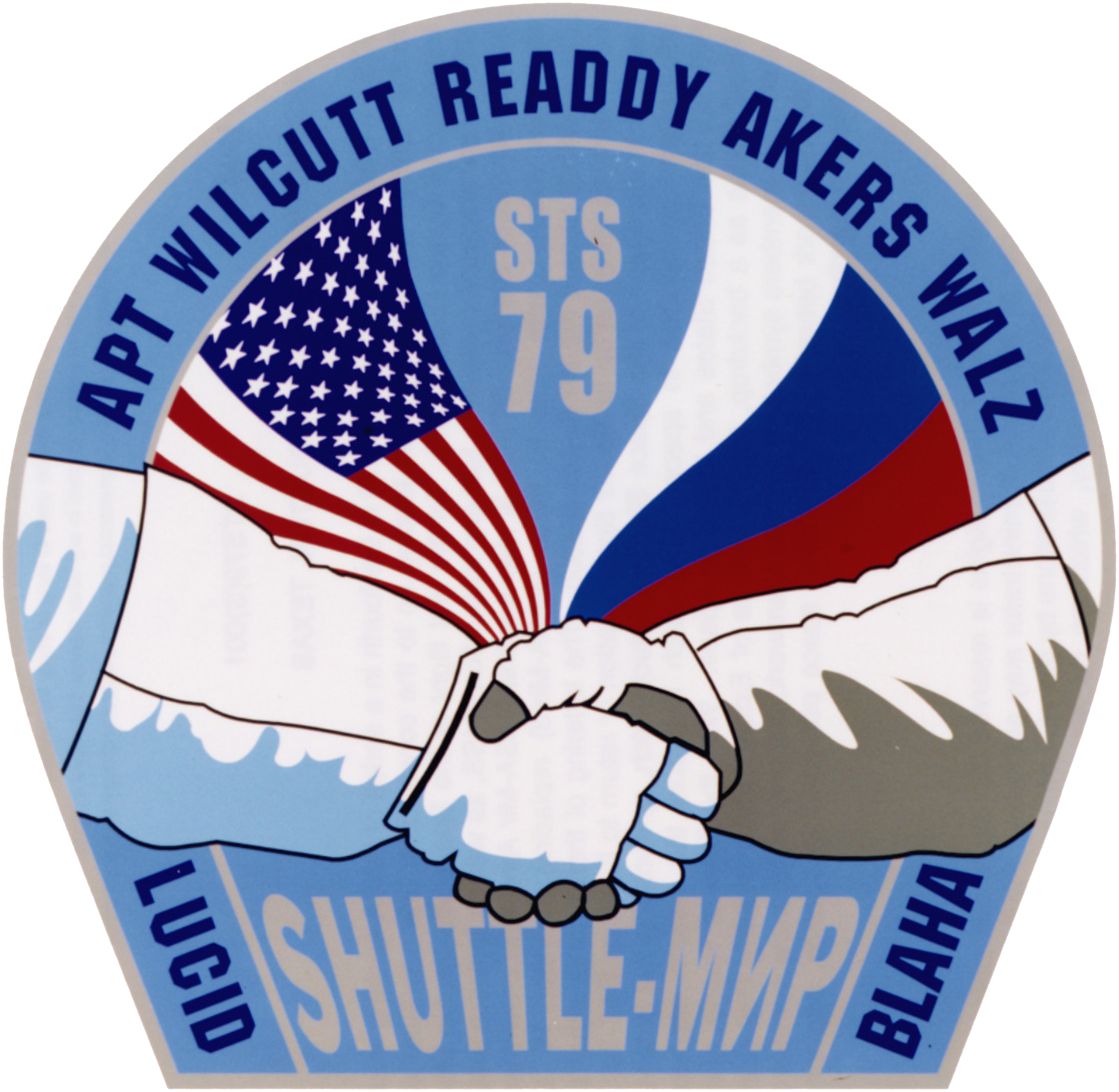
STS-79
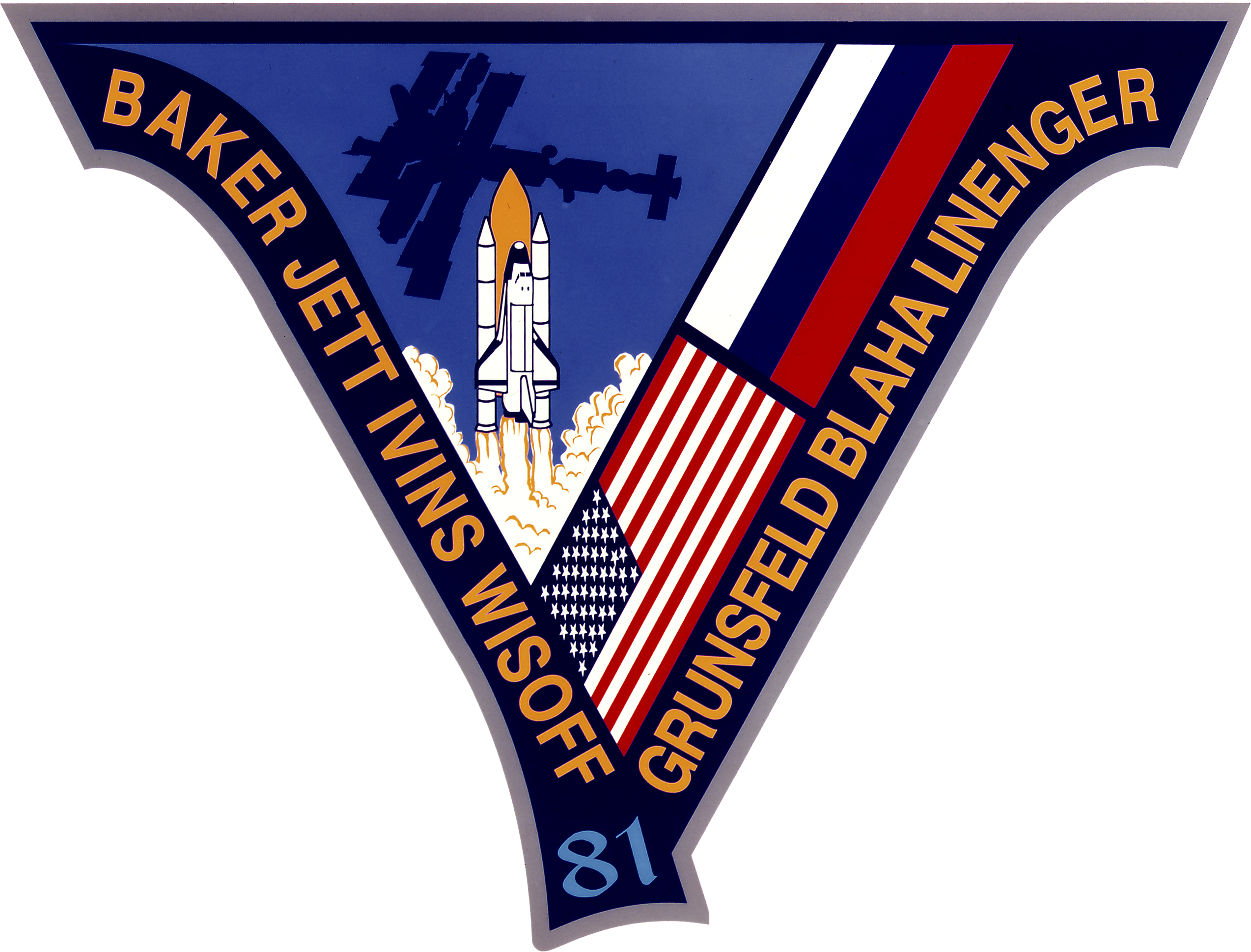
STS-81
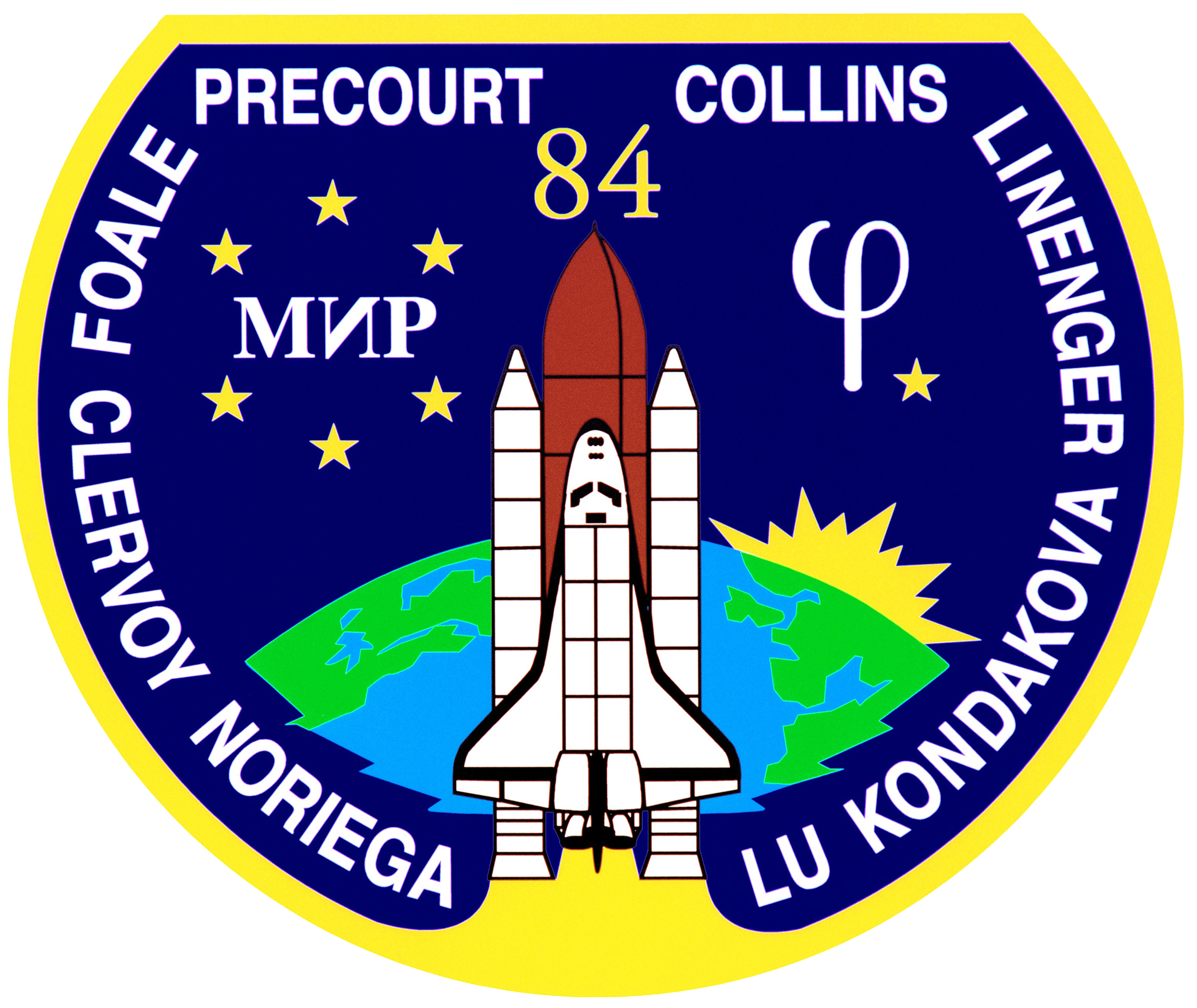
STS-84
STS-86
STS-89
STS-91